# هيو أوكونور
هيو أوكونور (بالإنجليزية: Hugh O'Conor)‏ (و. 1975  م) هو ممثل أفلام أيرلندي، ولد في دبلن.

## وصلات خارجية
- هيو أوكونور على موقع IMDb (الإنجليزية)
- هيو أوكونور على موقع ألو سيني (الفرنسية)
- هيو أوكونور على موقع أول موفي (الإنجليزية)
- هيو أوكونور على موقع قاعدة بيانات الأفلام السويدية (السويدية)
- هيو أوكونور على موقع قاعدة بيانات الفيلم (الإنجليزية)
- هيو أوكونور على موقع كينوبويسك (الروسية)